# Rudolf Wening
Michael Rudolf Wening (* 4. Februar 1893 in Landquart; † 23. Juli 1970 in Zürich) war ein Schweizer Bildhauer, Maler, Zeichner und Hofbildhauer des Königs von Siam.

## Biografie

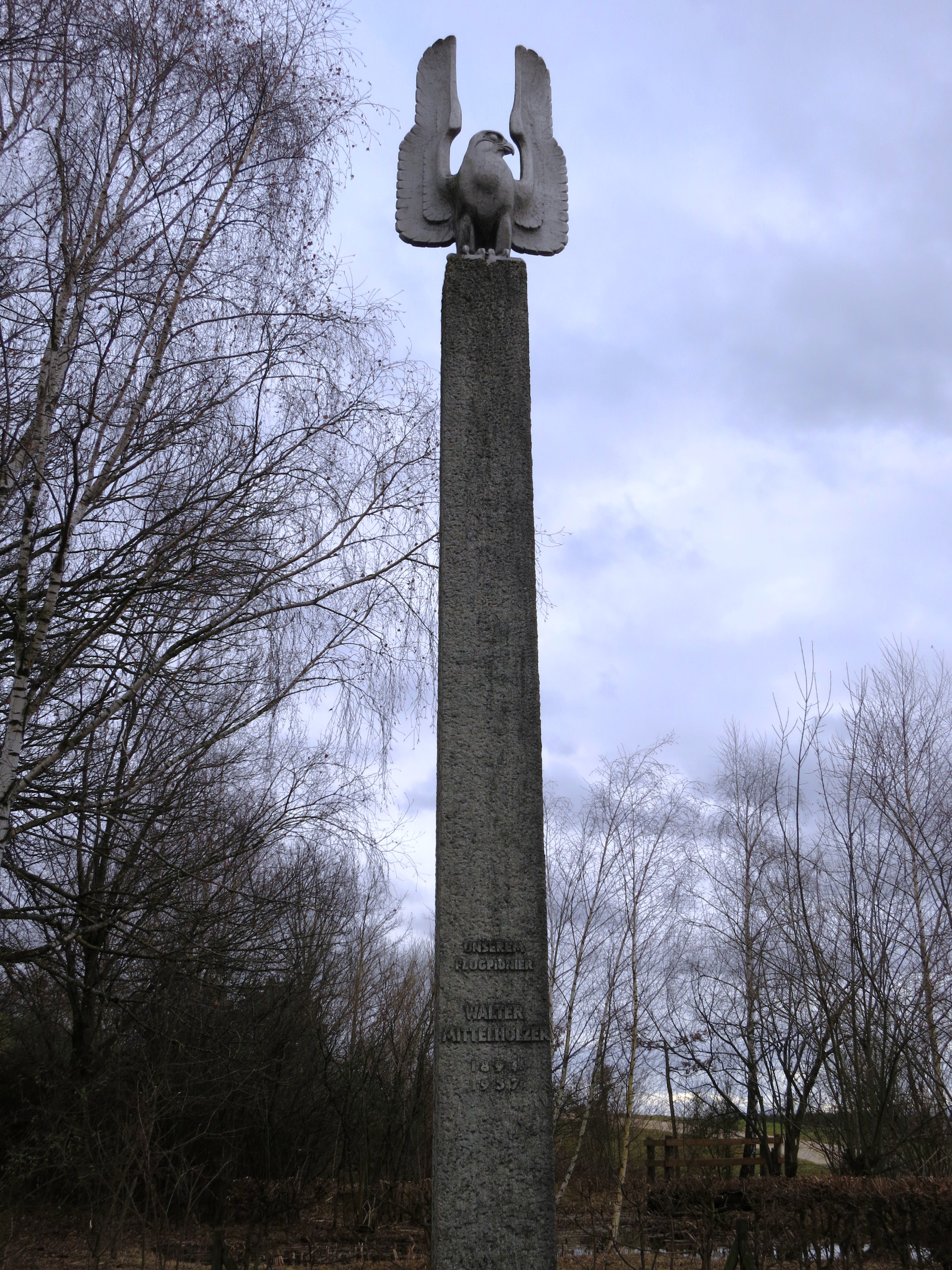
Denkmal für Walter Mittelholzer, Kloten

Rudolf Wening war der Sohn eines Ingenieurs bei der Bierbrauerei Haldengut. Er wuchs mit zwei Schwestern und einem Bruder in Winterthur auf. Nach Primar- und Sekundarschule besuchte er die Kantonsschule in Pruntrut. Von 1908 bis 1911 war er an der Kunstabteilung des Technikums Winterthur. Von 1911 bis 1913 war er Schüler von Richard Kissling. Anschliessend studierte er von 1913 bis 1914 an der Kunstakademie in Florenz. Rudolf Wening war ein Gründungsmitglied der 1916 gegründeten Künstlergruppe Winterthur, der er bis 1945 angehörte.
Während des Aktivdienstes in der Schweiz zeichnete er in seiner Freizeit Kameraden, Vorgesetzte und bekannte Persönlichkeiten, wobei seine Kreidezeichnungen grossen Anklang fanden.

1919 reiste Rudolf Wening zu seinem Bruder, der als Manager eine Kautschukplantage führte, nach Sumatra. Von 1922 bis 1923 hielt er sich in Singapur auf. In dieser Zeit studierte er die verschiedenen Ethnien und fertigte Porträts wie auch Tierstudien an, die sich noch heute im Familienbesitz befinden. Nach Sumatra zurückgekehrt, nahm er an einem Wettbewerb des Königshauses teil, bei dem die Kontakte zustande kamen, die anschliessend zu einer Anstellung als Hofbildhauer bei König Vajiravudh und später bei Prinz Damrong führten. Diese Position hatte er bis 1929 inne. Rudolf Wening schuf aus Marmor, Bronze und Silber zahlreiche Büsten der königlichen Familie, zu der viele Frauen, Nebenfrauen, Prinzessinnen und Prinzen zählten, und porträtierte unzählige Mitglieder der königlichen Familie. Seine Plastiken, Mosaike und Fresken sind teilweise im Besitz des Nationalmuseums Bangkok.

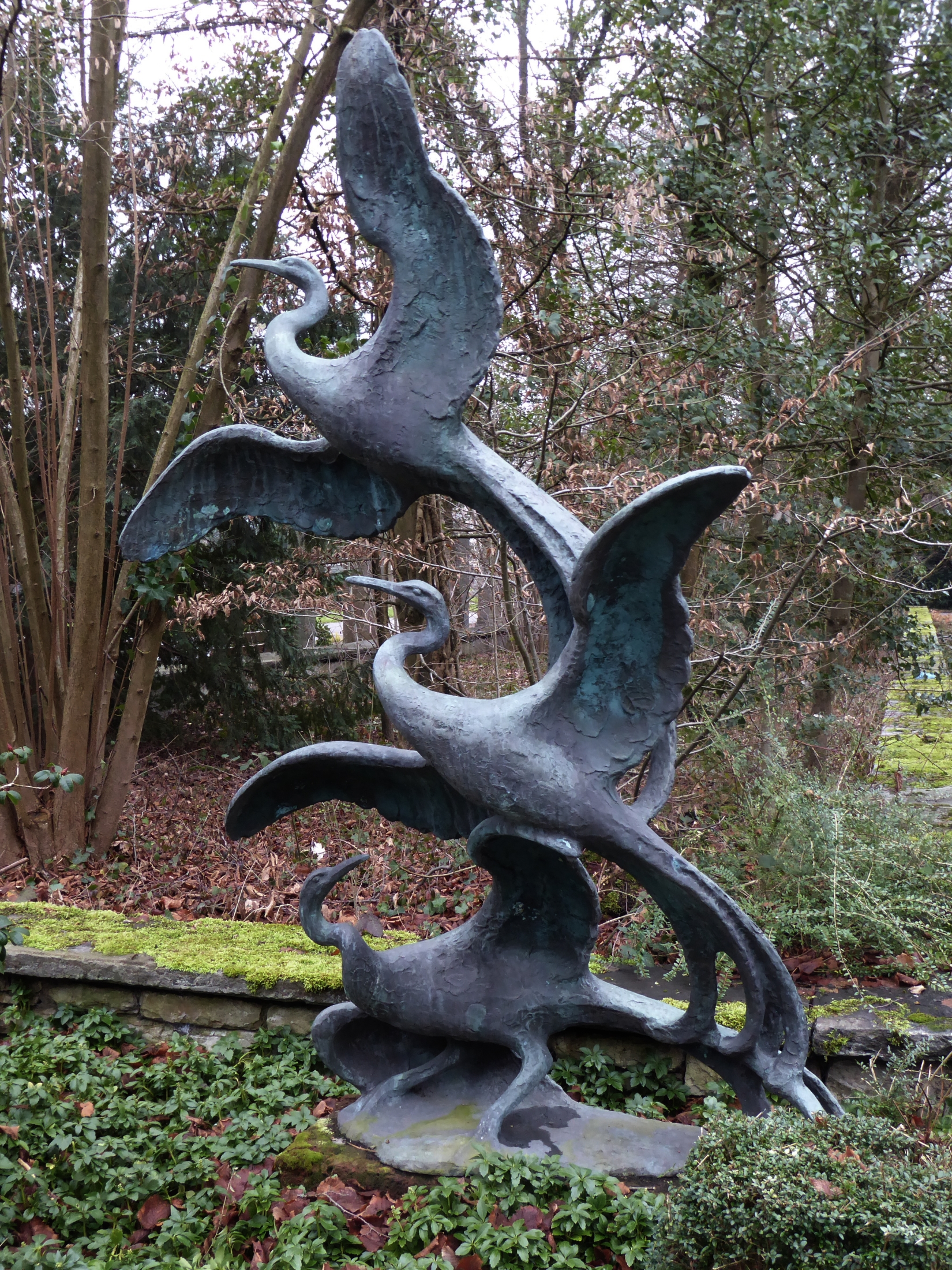
Grabskulptur, Friedhof am Hörnli in Riehen

Mit der königlichen Unterstützung unternahm Rudolf Wening ausgedehnte Studienreisen ins Innere des Landes in teilweise noch wenig erforschte Urwaldgegenden und machte Menschen- und Tierstudien, die er in seine Gemälde- und Bildhauerarbeiten einfliessen liess.
Seine weitreichenden Kenntnisse Südostasiens und langjährige Vertrautheit mit der Tierwelt prägten Rudolf Wenings Schaffen. Nach seiner Rückkehr in die Schweiz übernahm er das Atelier seines ehemaligen Lehrers Richard Kissling im Zürcher Seefeld. In den darauffolgenden Jahren schuf er zahlreiche Tierplastiken, Skulpturen, Zeichnungen, Gemälde, Grabmäler sowie Büsten von Erwachsenen und Kindern.
1933 heiratete er Ursula Schmid (1909–2002), die in Zürich-Wollishofen aufgewachsen war. Sie wurden Eltern von vier Kindern und erwarben 1938 ein Grundstück am Zürichberg neben dem Zoo Zürich. Rudolf Wening richtete seine zwei Ateliers direkt neben dem Wohnhaus ein.
Mit seiner Ehefrau unternahm er zahlreiche Forschungsreisen nach Thailand, Sri Lanka, Indien, Borneo und Afrika.

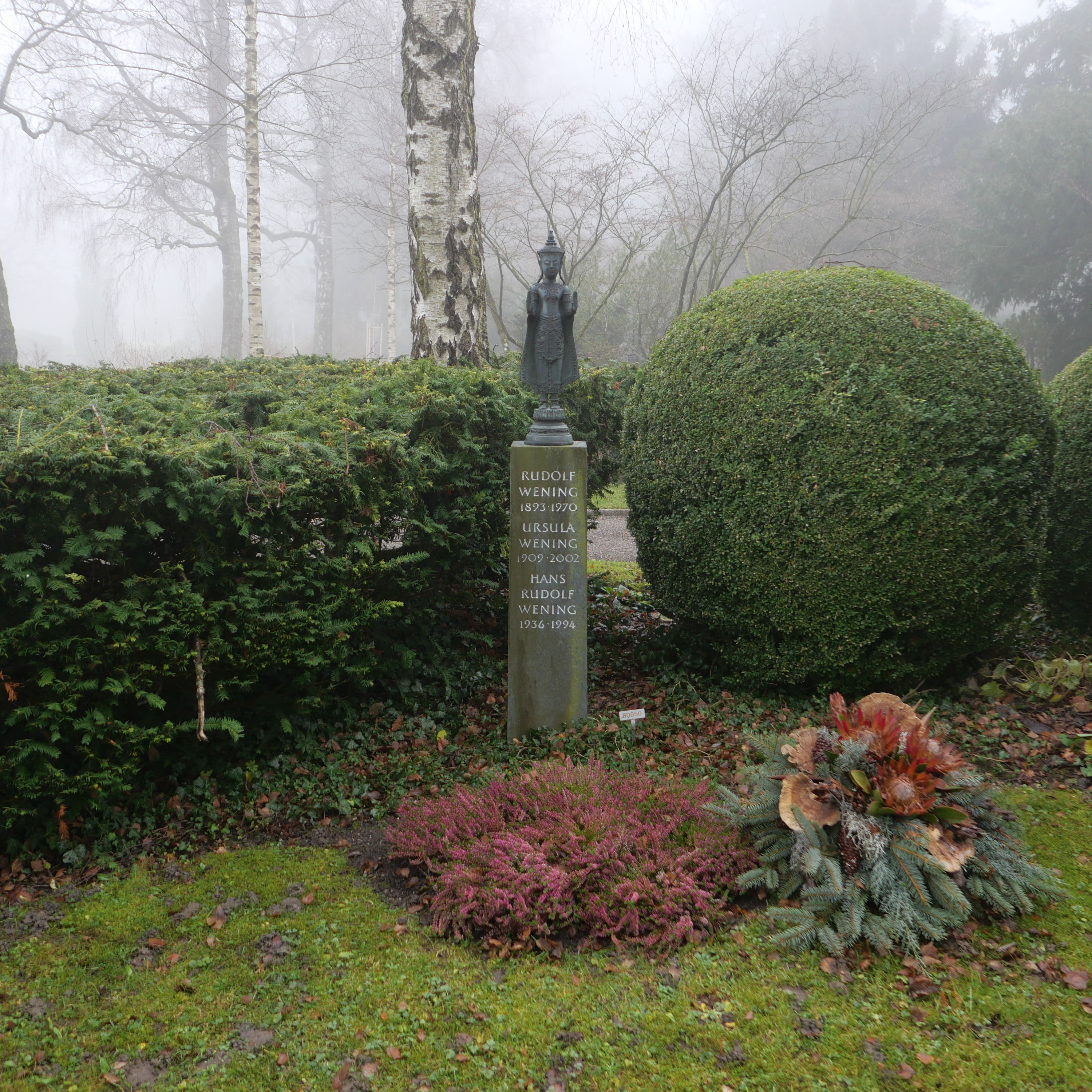
Wenings Grab auf dem Friedhof Fluntern. Mit ihm sind seine Frau und der Sohn Hans Rudolf Wening (1936–1994) bestattet.

Als Tierfreund war Rudolf Wening zeitlebens mit dem Zoo Zürich verbunden. Von 1930 bis 1958 war er Mitglied des Zoovorstandes, und 1929 war er der Initiator für die Anschaffung der Elefantenkuh Mandjullah und ihres Bullenkalbs Chang. Die Tiere wurden kurz vor der Eröffnung des zoologischen Gartens bei der Tierhandlung von John Hagenbeck erworben.
Zu Rudolf Wenings bekanntesten Werken zählen die Zebragruppe in der Bäckeranlage Zürich, das Denkmal für den Flugpionier Walter Mittelholzer in Kloten oder der Sumatra-Tiger auf dem Brunnen beim Haupteingang des Zürcher Zoos. Viele seiner Werke schmücken Schweizer Schulhaus- und Grünanlagen oder sind in Form von Grabdenkmälern, u. a. auf dem Friedhof Enzenbühl und Friedhof Fluntern in Zürich und dem Basler Friedhof am Hörnli, zu sehen.
Sein Engagement und die Mitgliedschaft im Vorstand des Zoos Zürich ermöglichten Rudolf Wening seit den frühen Anfangsjahren des zoologischen Gartens die Mitwirkung an bedeutsamen Projekten, beispielsweise bei Bauten und der Erweiterung des Tierbestands. Ab 1957 war er Mitglied im Verwaltungsrat der Museum-Rietberg-Gesellschaft und als Experte für asiatische Kunst tätig.
Nebst seiner Tätigkeit als Bildhauer arbeitete Rudolf Wening auch als angesehener Fotograf, Buchautor, Zeichner und Illustrator von Kinderbüchern von Olga Meyer, Gestalter von Plakaten für den Zoo Zürich sowie als Referent im Fachbereich Siam und Angkor. Rudolf Wening war mit Walter Bosshard befreundet und arbeitete für sein Buch Wunderland Siam mit August Fridolin Somm und Michael Wolgensinger zusammen.
Zum Nachlass von Rudolf Wening zählt neben öffentlichen und privaten Kunstobjekten auch eine grosse Anzahl an Originalmodellen.

## Ausstellungen
- 1931: Nationale Kunstausstellung, Genf
- 1932: Weihnachtsausstellung, Kunstmuseum Winterthur
- 1932: Zürcher Bildnisse, Kunsthaus Zürich
- 1936: Nationale Kunstausstellung, Kunstmuseum Bern
- 1939: Schweizerische Landesausstellung, Zürich
- 1943: G.S.A.M.A Ausstellung, Kunsthaus Zürich
- 1948: G.S.M.B.A Ausstellung, Kunsthaus Zürich
- 2007: Exlibris-Künstlerinnen und -Künstler des 18. und 20. Jahrhunderts, Zentralbibliothek Zürich

## Werke (Auswahl)
- 1935: Sumatra-Tiger, Brunnenskulptur, Zoo Zürich
- 1935: Rehkitz, Schulhaus Lindberg, Winterthur[6]
- 1942: Adler, Denkmal Walter Mittelholzer, Kloten
- 1942: Dreibärenbrunnen, Schulhaus Fluntern
- 1942: Zebragruppe, Bäckeranlage, Zürich
- 1950: Gemskitz, Schulhaus Guggenbühl, Winterthur[7]
- 1956: Delphin-Brunnen, Delphinplatz Winterthur[8]
- 1957: Reiher, Seepark Romanshorn

## Publikationen (Auswahl)
- Mein Tiger. Atlantis Verlag, 1929
- mit August Fridolin Somm: Wunderland Siam (Fotos: Michael Wolgensinger). Silva Verlag, Zürich 1959.
- Angkor. Die vergessene Tempelstadt im Urwald. Silva Verlag, Zürich 1965, ISBN 978-3-8357-1055-9.

## Literatur

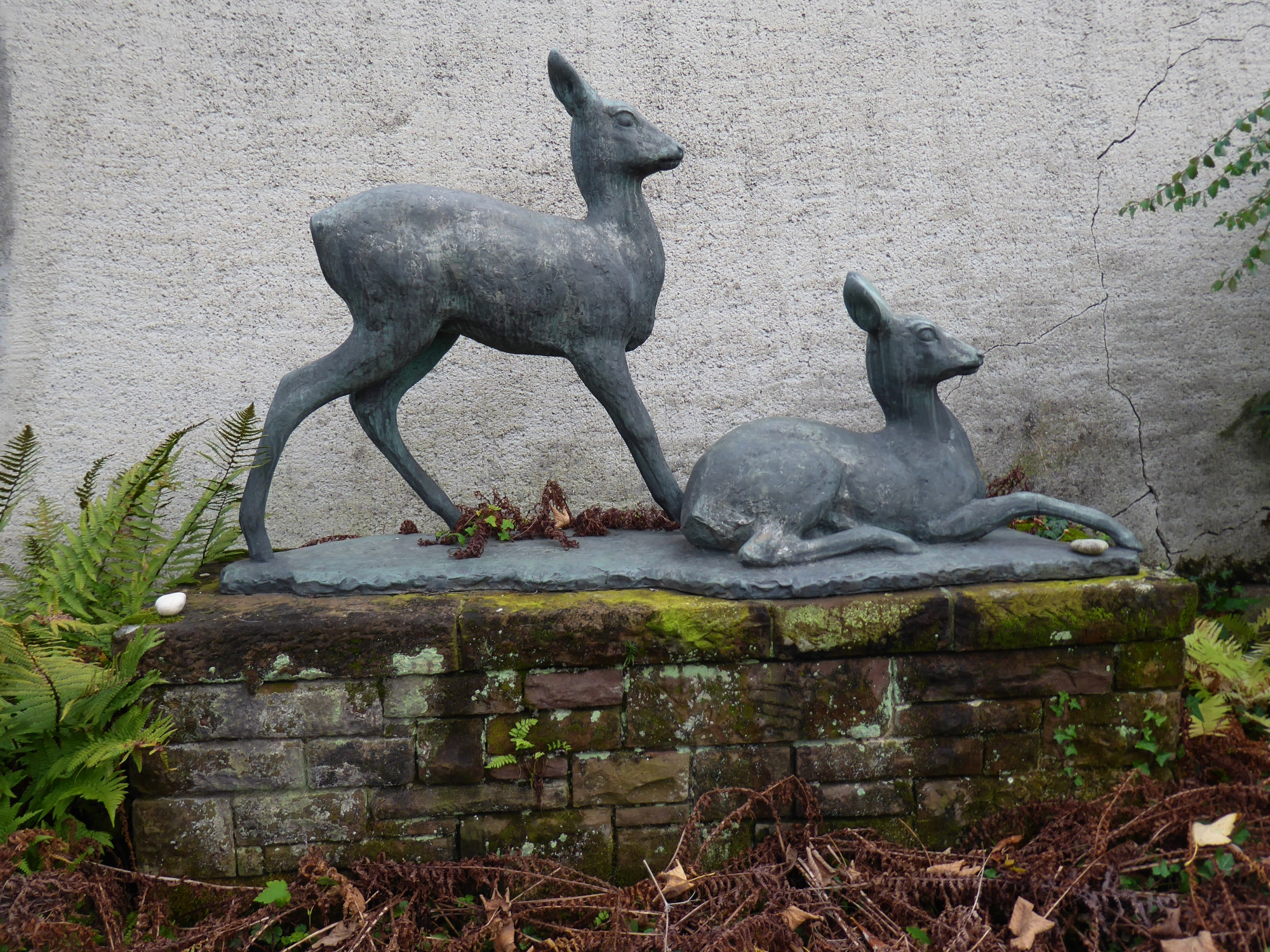
Grabplastik, Friedhof Wolfgottesacker, Basel
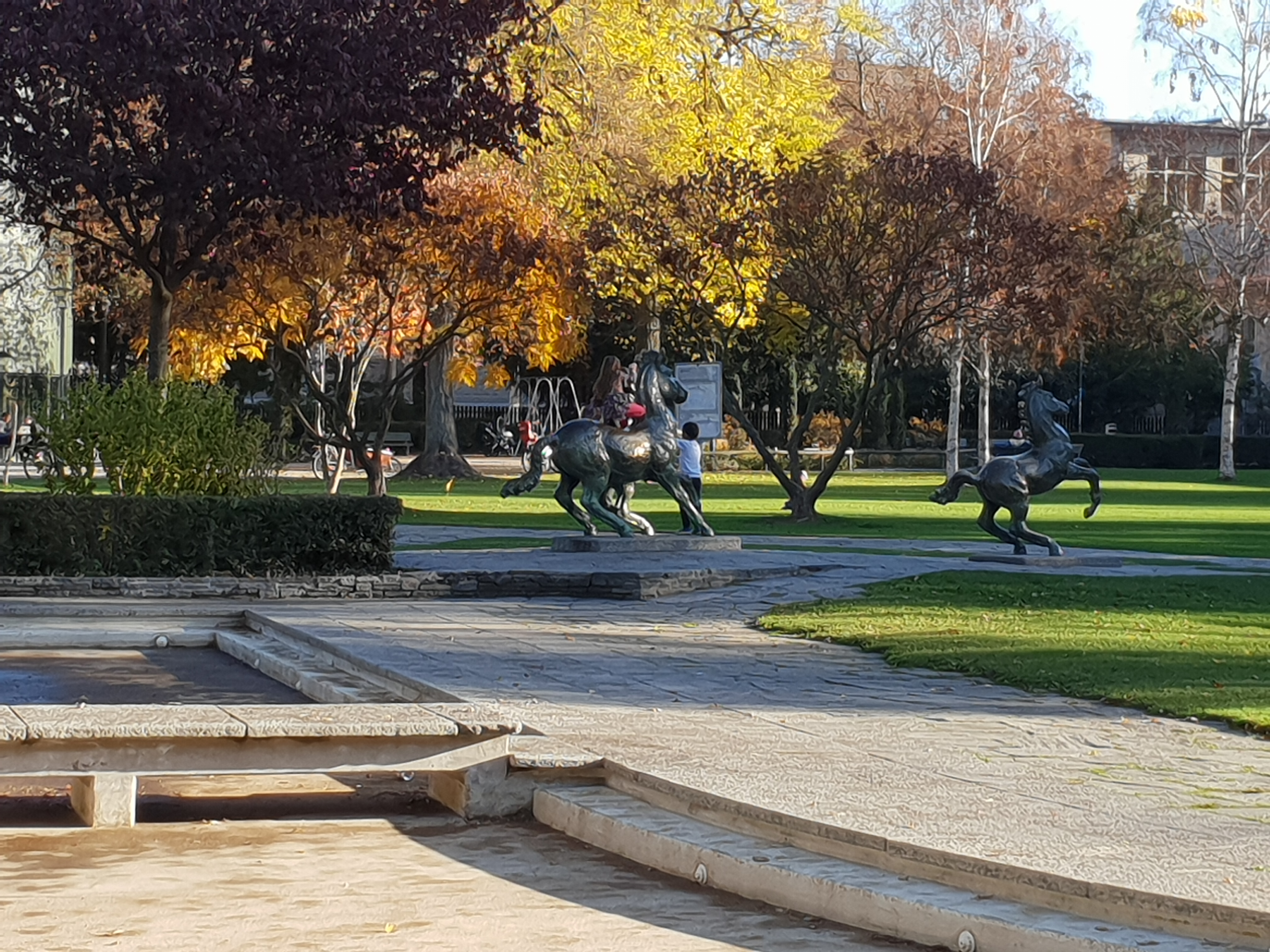
Zebra-Skulpturengruppe, Bäckeranlage, Zürich
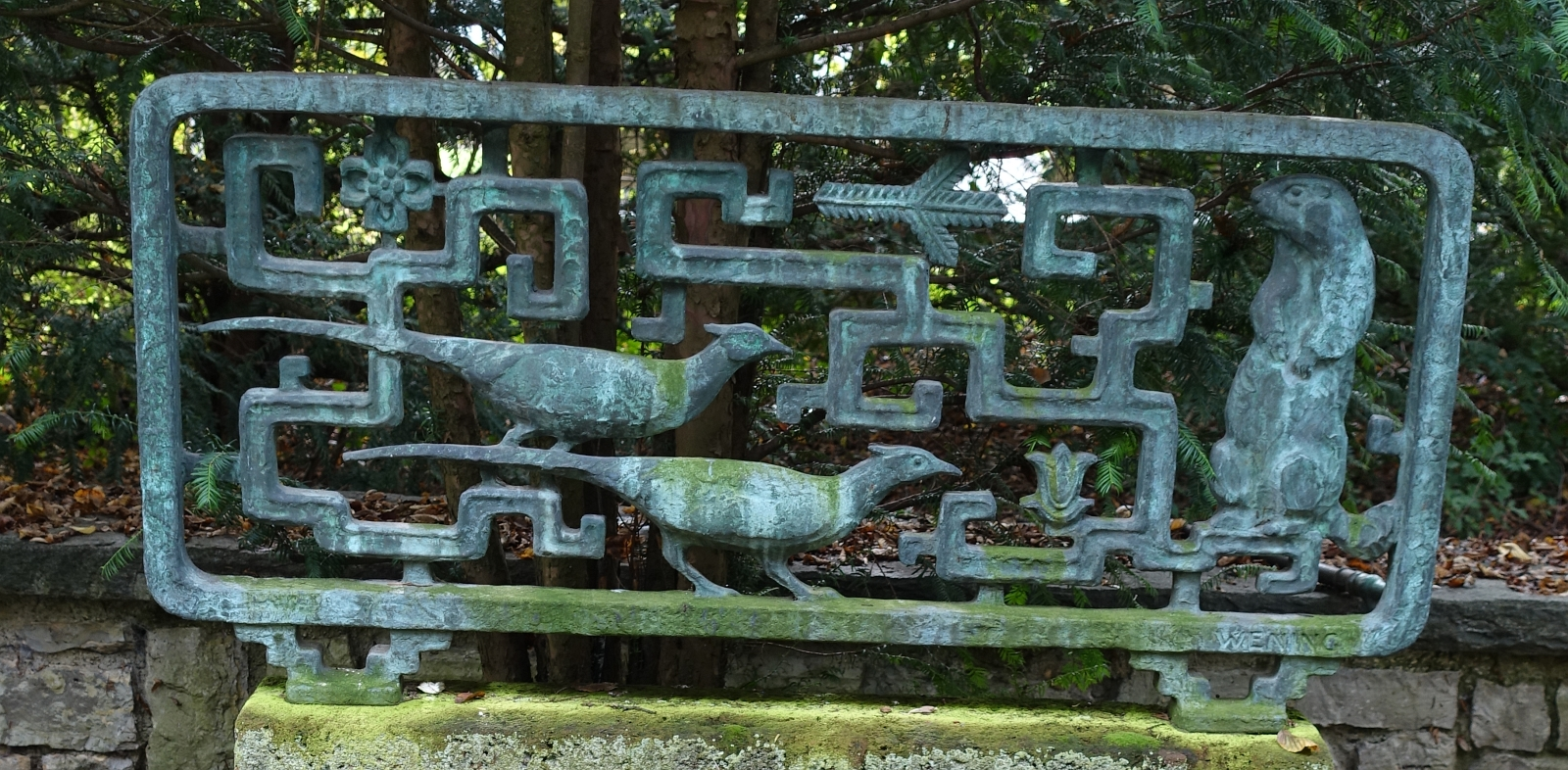
Grabschmuck, Friedhof am Hörnli, Riehen